# Stanley Doust
Stanley Norwood Doust (29 de marzo de 1878 – 13 de diciembre de 1961) fue un jugador de tenis nacido en Australia que fue capitán del equipo de Copa Davis de Australia y ganador del Trofeo de Dobles Mixtos en Wimbledon.

## Primeros años
Doust nació en Newtown, Nueva Gales del Sur, el único hijo de Isaac Doust, terrateniente y desarrollador inmobiliario, y su esposa Lucy Ellen (de soltera Dunlop). Su hermana mayor fue Edith Lucy Doust (1875–1947), quien se casó con Harry Wolstenholme y fue una de las primeras mujeres graduadas de la Universidad de Sídney y jugadora de tenis. Viviendo en Marrickville y Wyroolah Dulwich Hill, Doust fue educado en Newington College, comenzando en 1887 a los ocho años. El 18 de agosto de 1903, en la Iglesia Presbiteriana en Petersham, se casó con Dorothy Mary Storer.

## Carrera en el tenis
Doust jugó en el Abierto de Australia en 1907 y 1908. En 1909 jugó en Wimbledon en dobles con Harry Parker. En 1913 fue derrotado en Wimbledon por Maurice Evans McLoughlin. Ese mismo año capitaneó el equipo australiano de la Copa Davis que ganó contra el equipo de Estados Unidos con McLoughlin. Su último gran título fue el campeonato mixto de los Campeonato Británico de Canchas Cubiertas de 1926 donde jugó con Joan Ridley. En su obituario en The Times se le describe como; "Uno de los últimos grandes servidores 'dolly' del mundo y particularmente ágil en la cancha, se le veía en su mejor forma en los partidos de dobles... utilizaba un servicio bien colocado y de bote bajo que obligaba a su oponente a golpear hacia arriba mientras [él] se movía para volear."
A. Wallis Myers de The Daily Telegraph clasificó a Doust como el número 8 del mundo en 1913.

### Finales de Grand Slam

#### Dobles (1 subcampeón)
| Resultado | Año  | Campeonato              | Superficie | Compañero    | Oponentes                         | Resultado     |
| --------- | ---- | ----------------------- | ---------- | ------------ | --------------------------------- | ------------- |
| Derrota   | 1909 | Campeonato de Wimbledon | Césped     | Harry Parker | Arthur Gore Herbert Roper Barrett | 2–6, 1–6, 4–6 |

## Primera Guerra Mundial
Doust sirvió como teniente durante la Primera Guerra Mundial.

## Periodista
Durante 31 años a partir de 1920, Doust fue corresponsal de tenis para el Daily Mail. Murió en un hospital de Londres a los 83 años.